# Henry Adams Thompson

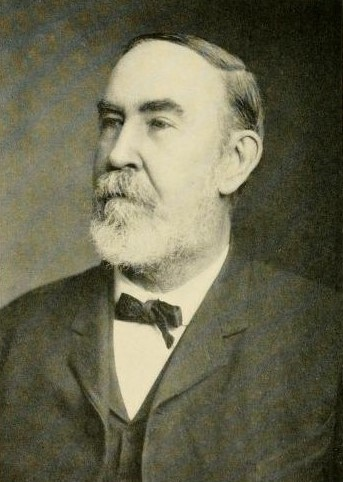
Henry Adams Thompson

Henry Adams Thompson (23 de marzo de 1837 - 8 de julio de 1920) fue un prohibicionista y profesor estadounidense que fue candidato a la vicepresidencia del Partido de la Prohibición en 1880.
Thompson nació en Pensilvania, pero pasó gran parte de su carrera en Ohio. Se convirtió en miembro de la iglesia United Brethren y enseñó matemáticas en varias universidades de United Brethren en el Medio Oeste. Thompson se desempeñó como presidente de la Universidad de Otterbein desde 1872 hasta 1886. Gran parte de su tiempo como presidente de la universidad lo dedicó a mejorar la situación financiera de la escuela durante la depresión económica que siguió al pánico de 1873 .
Inicialmente republicano, se convirtió en uno de los primeros miembros del Partido de la Prohibición. Su intento de elección a la vicepresidencia en 1880, compitiendo con Neal Dow de Maine, fue la mejor actuación del partido hasta la fecha, pero aun así se ubicaron en un distante cuarto lugar detrás de los eventuales ganadores, James A. Garfield y Chester A. Arthur. Se postuló para el cargo bajo la bandera de la Prohibición varias veces antes y después de 1880, todas sin éxito.